# Syndrome de Denys-Drash
Décrit en 1967, le syndrome de Denys-Drash associe chez un nouveau-né ou un nourrisson une ambiguïté sexuelle, une néphropathie et une tumeur de Wilms. La coexistence de tissu ovarien et testiculaire au sein de la même gonade est fréquemment retrouvée.
La néphropathie entraîne une insuffisance rénale responsable du décès dans les premières années de vie.
Le gène en cause se trouve sur le onzième chromosome.